# Aspila phlogophagus
Aspila phlogophagus är en fjärilsart som beskrevs av Augustus Radcliffe Grote 1882. Aspila phlogophagus ingår i släktet Aspila och familjen nattflyn. Inga underarter finns listade i Catalogue of Life.